# Émile Durkheim
Émile Durkheim, francoski sociolog, socialni psiholog in filozof, * 15. april 1858, Epinal, Francija, † 15. november 1917, Pariz.
Durkheim je razvijal znanost o družbenih dejstvih in velja za ustanovitelja sodobne sociologije ter je poleg Maxa Webra, Karla Marxa in Sigmunda Freuda ena od vodilnih osebnosti pri nastanku družboslovja.